# Світовий музей Роттердама
Світовий музей Роттердама (нід. Wereldmuseum Rotterdam), раніше відомий як «Музей географії та етнографії», нід. Museum voor Land-en Volkenkunde — етнографічний музей на Набережній Вільгельма (Willemskade) у місті Роттердам, Нідерланди.

## Історія
Музей був заснований в 1883 році. У ньому міститься понад 1800 етнографічних об'єктів різних культур Азії, Океанії, Африки, Америки й ісламських країн.